# مرکوری مونتری
مرکوری مونتری (Mercury Monterey) خودرویی است که در سال‌های ۱۹۵۰ تا ۱۹۷۴در سنت‌لوئیس تولید شده‌است.
این خودرو در کلاس خودرو سایز بزرگ قرار گرفته، طراحی آن خودروهای موتور جلو-محور عقب بوده است.

## نگارخانه

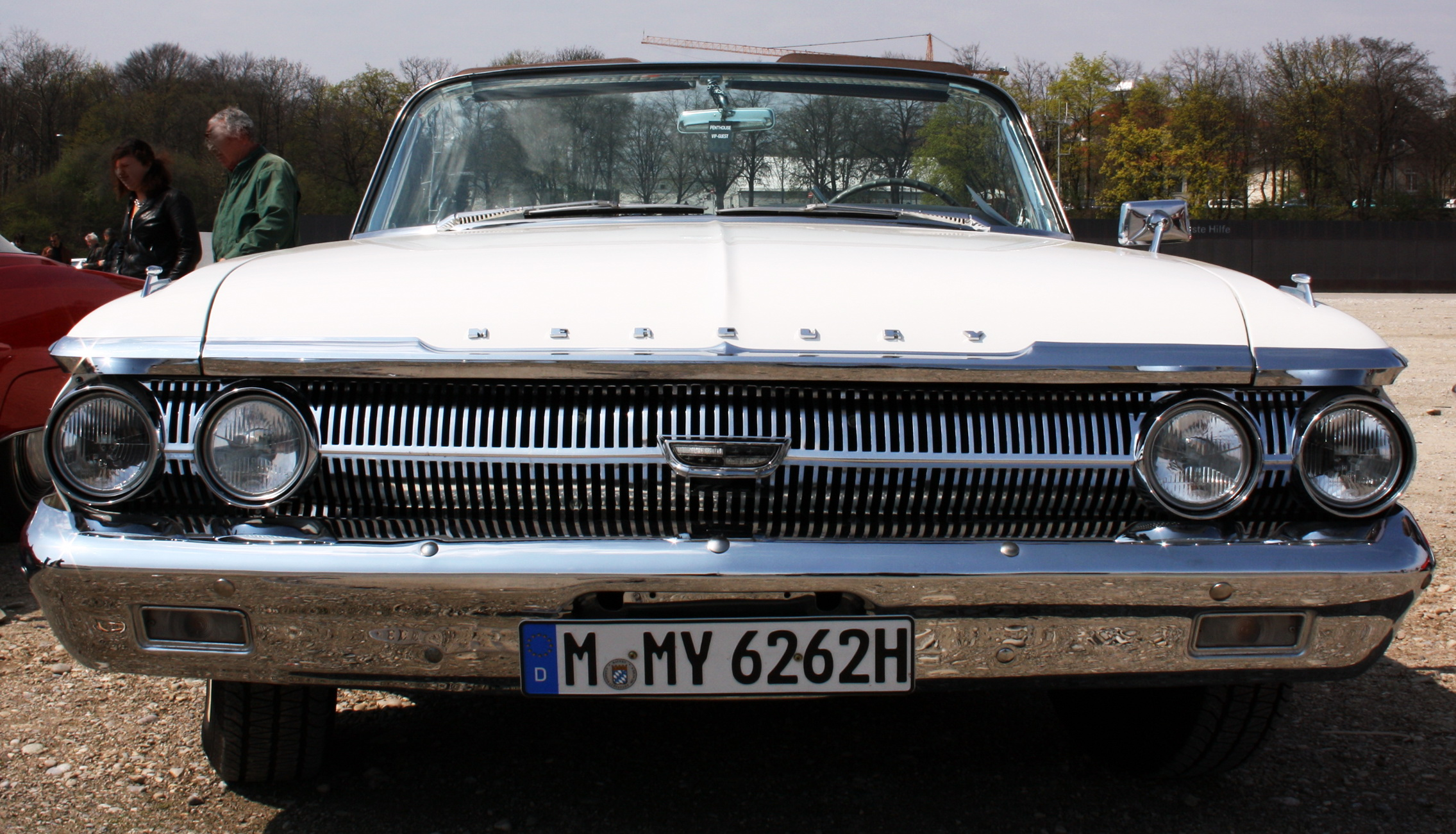
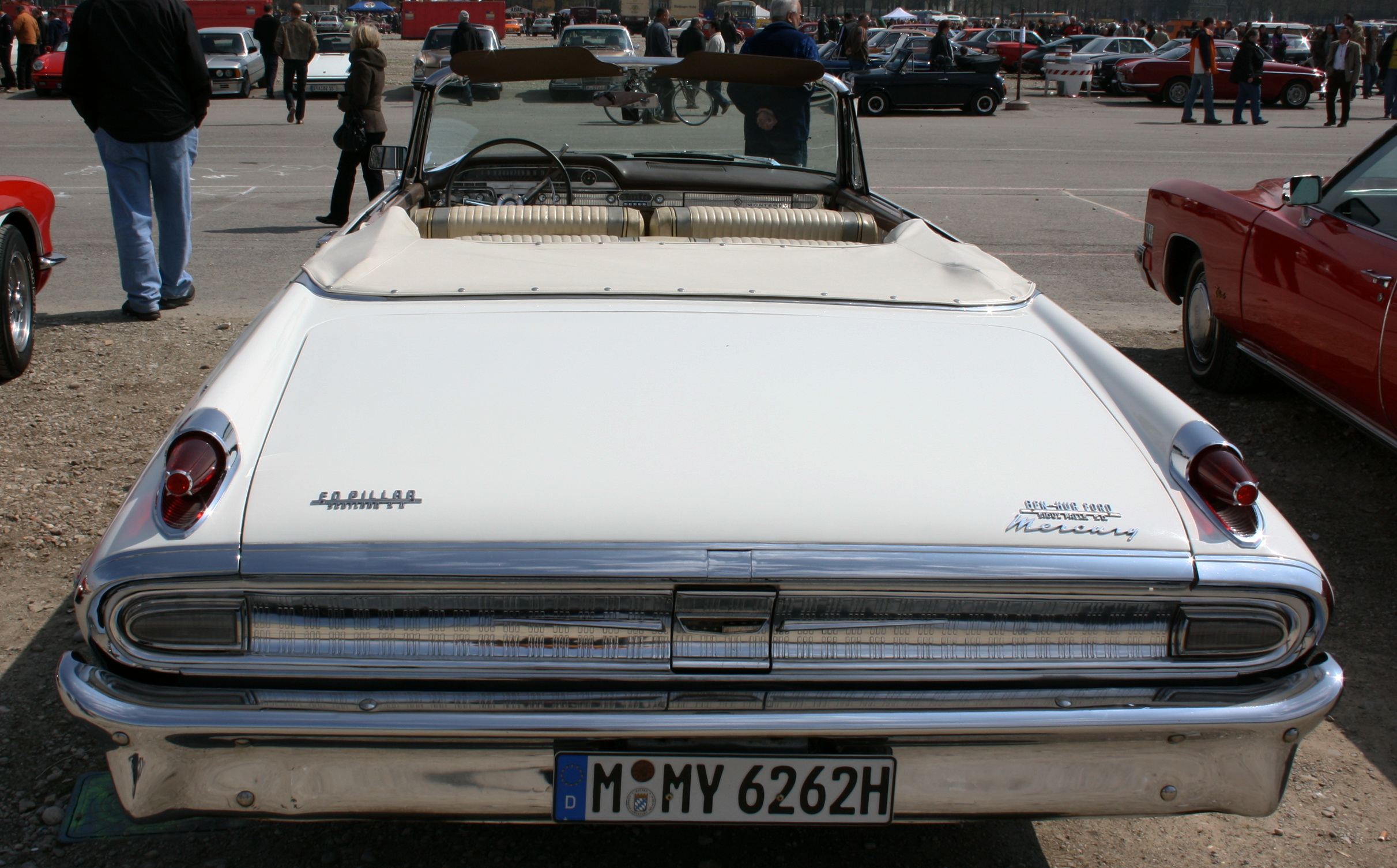
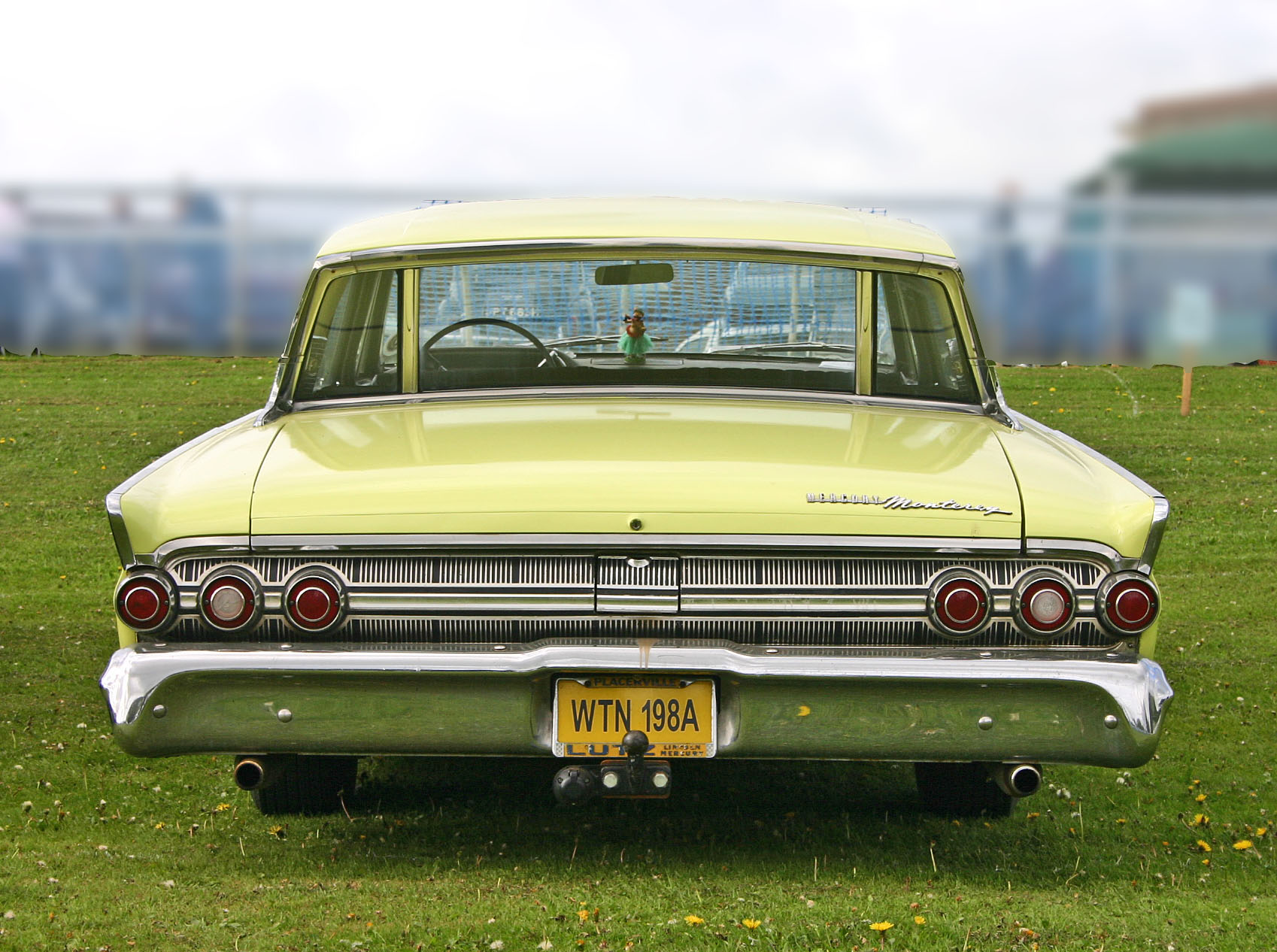